# Linia kolejowa nr 242
Linia kolejowa nr 242 – zlikwidowana linia kolejowa łącząca Twardą Górę z Nowem. Położona w województwie kujawsko-pomorskim oraz na obszarze działania PKP PLK Zakładu Linii Kolejowych w Gdańsku.

## Historia
- 19 listopada 1904 - otwarcie linii
- 10 lipca 1989 - zamknięcie ruchu pasażerskiego
- 1 stycznia 2000 - zamknięcie ruchu towarowego